# Realitní investiční trust
Realitní investiční trust (REIT) je společnost, která vlastní, a ve většině případů také spravuje, investiční nemovitosti. REITs vlastní různé typy komerčních nemovitostí, včetně kancelářských a bytových budov, skladů, nemocnic, nákupních center, hotelů a komerčních lesů.  Některé REITs se zabývají financováním nemovitostí.
V listopadu 2014 byly akciové REITs uznány jako samostatná třída aktiv  ve standardu Global Industry Classification Standard od společností S&P Dow Jones Indices a MSCI . Klíčové statistiky pro zkoumání finanční pozice a fungování REIT zahrnují čistou hodnotu aktiv (NAV), funds from operations (FFO) a adjusted funds from operations (AFFO). 

## Vznik a současný stav
REITs byly vytvořeny ve Spojených státech v roce 1960 v rámci zákona č. 86-779.   Zákon byl přijat, aby umožnil všem investorům investovat do rozsáhlých, diverzifikovaných portfolií výnosných nemovitostí stejným způsobem, jakým obvykle investují do jiných tříd aktiv – prostřednictvím nákupu a prodeje likvidních cenných papírů. Prvním REIT byl American Realty Trust založený Thomasem J. Broyhillem.
K roku 2021 jsou REITs implementovány do legislativy nejméně 39 zemí po celém světě.  V České republice tato forma investiční společnosti ovšem nevyskytuje. Komplexním indexem pro REITs je FTSE EPRA/Nareit Global Real Estate Index Series, který byl vytvořen v říjnu 2001 poskytovatelem indexu FTSE Group, společností Nareit a Evropskou asociací veřejných nemovitostí (EPRA).  Ke dni 29. ledna 2021 zahrnoval globální index 490 realitních společností kotovaných na burze z 39 zemí, které představují tržní kapitalizaci přibližně 1,7 bilionu dolarů. 

## Kategorizace

### Dle druhu aktiv
- Equity REITs - jejich účelem je zejména nákup, správa, technické zhodnocování, výstavba a prodej nemovitých aktiv. [10]
- Mortgage REITs (mREITs) - poskytují a drží úvěry či podobné dluhové instrumenty, zajištěné nemovitostmi.[10]
- Hybrid REITs - následují investiční strategii kombinující přístupy Equity REITS a Mortgage REITs.[11]

### Dle korporátní struktury
- UPREIT - vzniká obvykle v situaci, kdy chce již existující partnership (ve smyslu obchodní partnerství) využít daňových výhod spojených se statutem REIT a svá existující aktiva do této právní formy začlenit. Prodej aktiv do nově založené REIT je ovšem zdanitelným plněním a je proto racionální provést převod majetku nikoliv na úrovni držených aktiv, nýbrž na úrovni právnické osoby (partnershipu), tj. nově vzniklé REIT prodat podíl na partnershipu, který drží nemovitá aktiva. Vzniklá struktura, tedy situace, kdy REIT drží ve svém majetku podíly na partnershipu, který drží nemovitosti, se nazývá UPREIT. Samotná REIT tak nedrží žádné nemovitosti a veškeré své investiční aktivity provádí na úrovni partnershipu, ve kterém je obvykle tzv. General Partner. Jednou z výhod této struktury je možnost hradit část kupní ceny za nakupované nemovitosti ve formě podílu na partnershipu, což je z pohledu prodávajícího daňově výhodné a pro REIT výhodné z pohledu kapitálových potřeb.[12][13]
- DOWNREIT je komplexní variantou UPREIT – zatím co UPREIT má podíl na jednom partnershipu, DOWNREIT je obvykle partnerem ve více partnershipech a může také držet nemovitosti i na úrovni REIT.[12][13]
- Traditional REITs mají jednoduchou korporátní strukturu. Nemovitá aktiva nakupují přímo do svého vlastnictví a nevyužívají komplexních metod. [12][11]

### Dle veřejné obchodovatelnosti
- Publicly traded REITs mají své akcie kótované na veřejné akciové burze, na které se s nimi obchoduje, a která jim zajišťuje obvykle vysokou míru likvidity. [12][11]
- Non-traded REITs na veřejných burzách obchodovány nejsou a jejich likvidita je tak značně omezená. Non-traded REITs obvykle nabízí v omezené míře zpětný odkup jejich akcií, nicméně obvykle za cenu nižší, než byla výše původní investice navýšená o reinvestované dividendy.[14] K plnohodnotné výplatě obvykle dochází až když nastane tzv. liquidity event, obvykle ve formě úpisu akcií daného REIT na akciovou burzu, případně odkoupení nemovitostního portfolia jiným subjektem nebo likvidací, který ovšem může nastat i 10 let po prvním úpisu akcií (Sahin 2012; U.S. Securities and Exchange Commission 2011).[15][12][11]